# Міхаїл-Когелнічану (Римнічелу, Бреїла)
Міхаїл-Когелнічану (рум. Mihail Kogălniceanu) — село у повіті Бреїла в Румунії. Входить до складу комуни Римнічелу.
Село розташоване на відстані 148 км на північний схід від Бухареста, 34 км на захід від Бреїли, 41 км на захід від Галаца.

## Населення
За даними перепису населення 2002 року у селі проживала 291 особа. Рідною мовою 290 осіб (99,7%) назвали румунську.
Національний склад населення села:
| Національність | Кількість осіб | Відсоток |
| -------------- | -------------- | -------- |
| румуни         | 283            | 97,3%    |
| цигани         | 7              | 2,4%     |